# Papoušík Fischerův
Papoušík Fischerův nebo též agapornis Fischerův (Agapornis fischeri) je papoušek z rodu papoušík. Je to společensky založený papoušek, jde o aktivní a inteligentní druh, který je chován i jako mazlíček.
Ve volné přírodě žijí agapornisové v hejnech, a proto je nejlepší je chovat buďto ve skupině několika párů papoušků, případně aspoň jeden pár. Je možné mít doma pouze jednoho agapornise, v tom případě se mu však chovatel musí intenzivně věnovat.

## Zbarvení a velikost

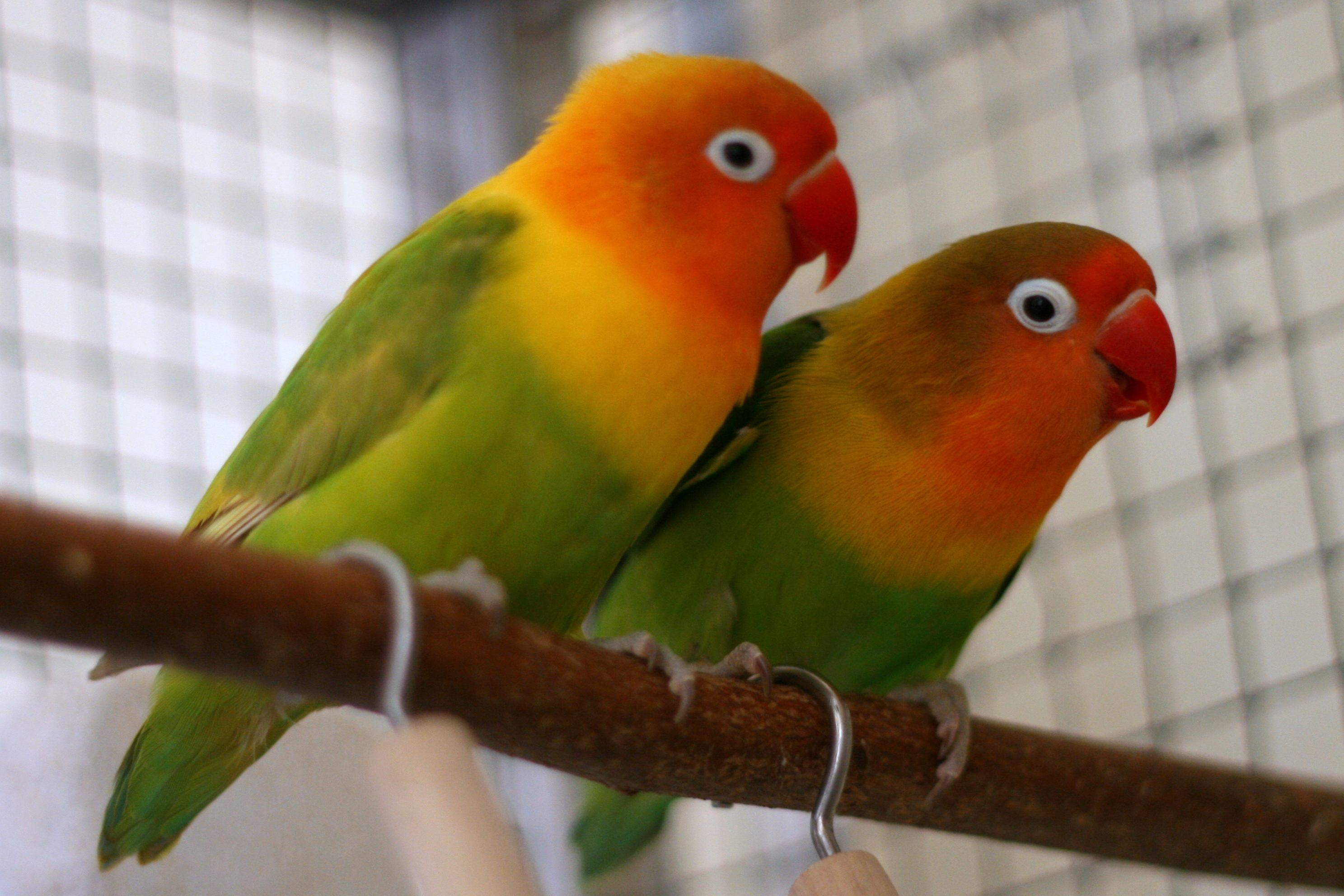
Dvojice papoušíků Fisherových

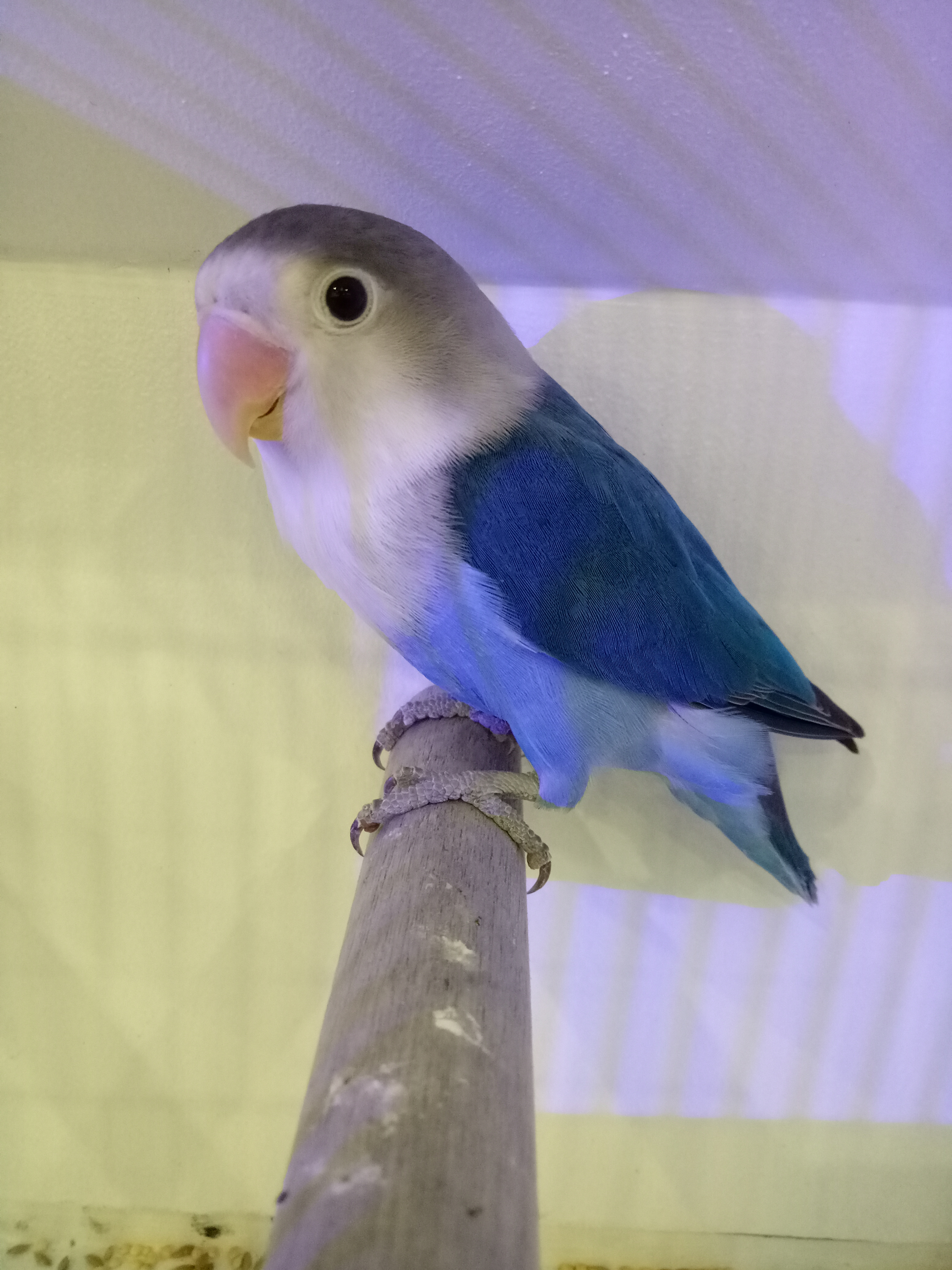
Modrá mutace

Papoušík Fischerův patří k menším druhům papoušků. Dosahuje celkové délky až 15-20 cm. Často mívá zelené peří, které ve spodní části přechází ve žluté odstíny. Líce, čelo a hrdlo mívá agapornis oranžovo-červené, hlava bývá olivově zelená. Krk a také část hrudi bývá zbarvený do zlatavé barvy. Ocasní pera tvoří žlutá a černá pírka, ale z větší části pírka světle modrá. Tento druh agapornisů mívá tmavě hnědé oči, které jsou obklopené bílým neopeřeným prstencem. Nohy agapornise jsou šedé a zobák červený. Papoušík Fischerův má dnes nesčetně mnoho podob a barevných mutací, také se vyskytuje papoušík barvy modrá, bílá, žlutá a u některých jedinců fialová a existují i světle modrá, žlutá, hráškově zelená, lutino, skořicová a albino mutace.[zdroj?].
Mláďata mívají na hlavě matnější barvu a zobák zbarvený do černa. Rozdíl ve zbarvení mezi pohlavím není zřetelný.

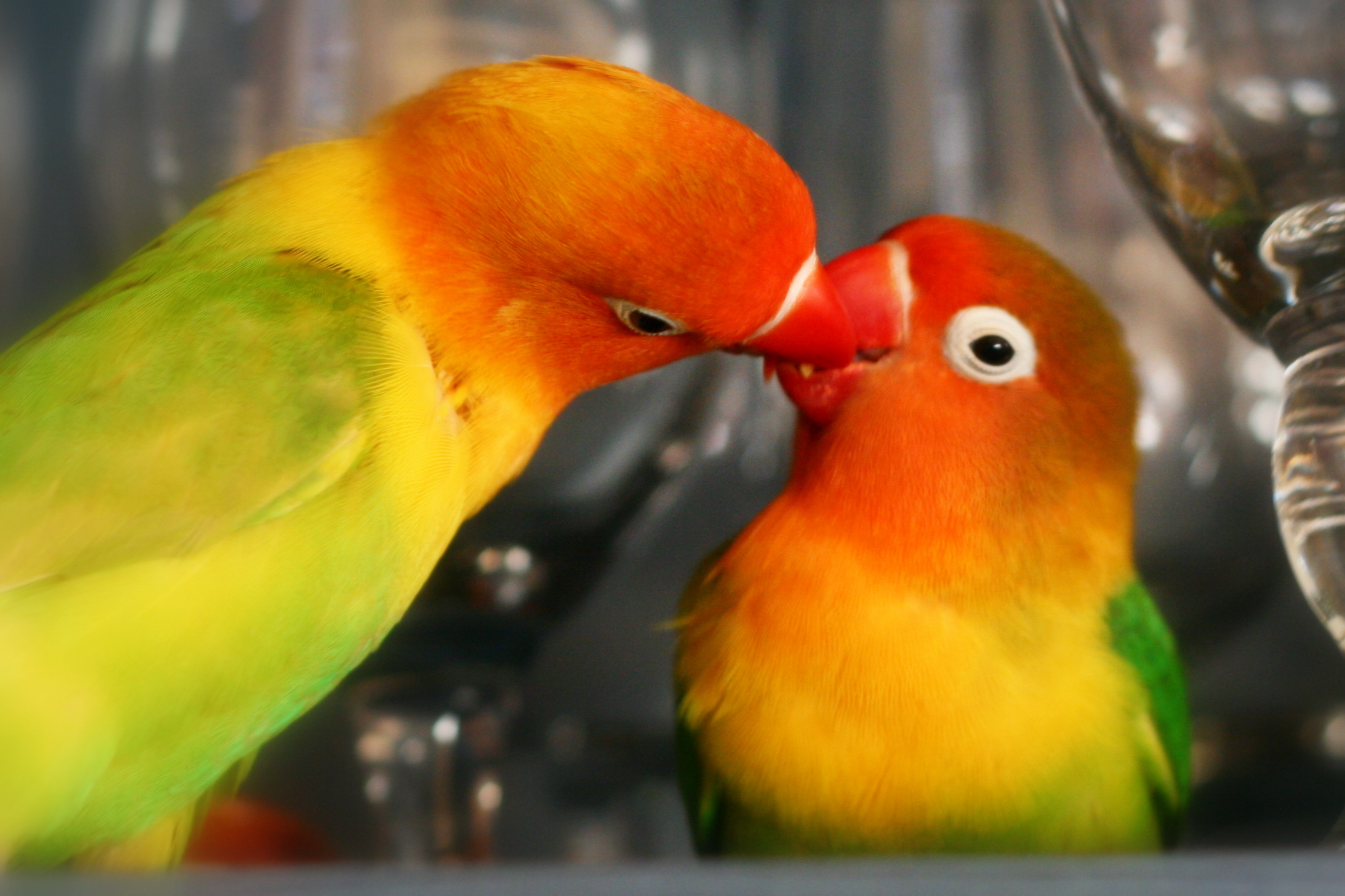
Papoušci při vzájemném krmení

## Život ve volné přírodě
Tento druh agapornisů je ve volné přírodě rozšířený zejména ve východní Africe, a to na severu Tanzanie a na jižním a jihovýchodním pobřeží Viktoriina jezera. Divocí agapornisové vyhledávají křoviny a koruny stromů, které jsou obklopené travnatými plochami. Seskupují se zejména do menších skupin. Pokud však zrovna dozrávají semena, seskupují se i do větších hejn. Ve volné přírodě se živí především semeny a zemědělskými plodinami, jako jsou proso nebo kukuřice. V zajetí je chovatelé krmí širším výběrem různých krmných směsí. Agapornisové přijímají také zeleninu, ovoce a granule pro ptáky.

## Odchov v zajetí

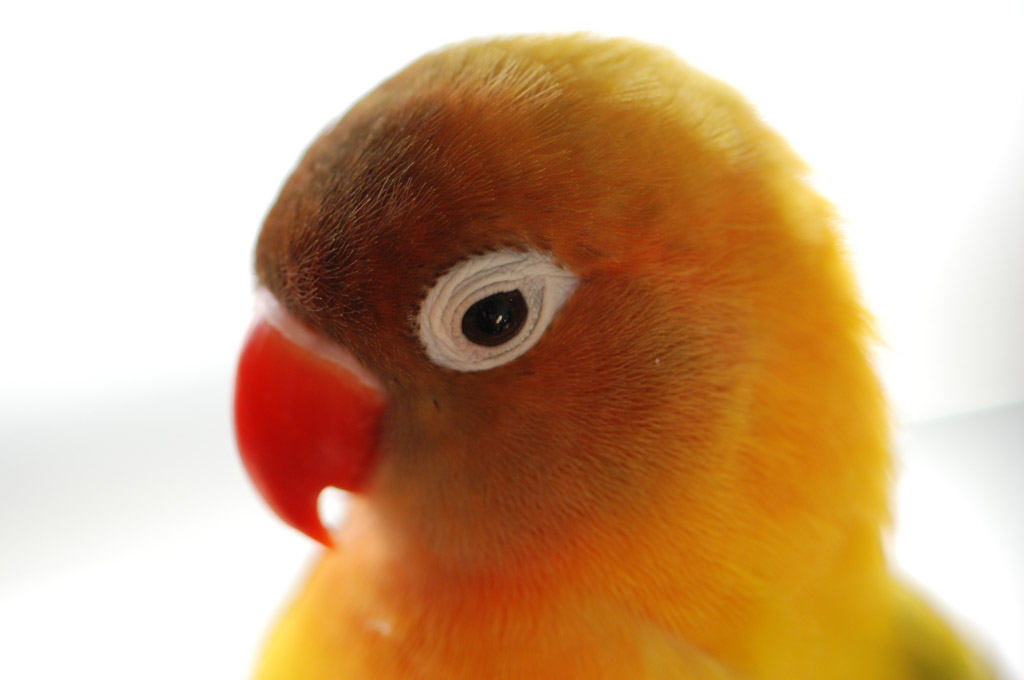
Detailní pohled na hlavu papouška

Odchov papoušíka Fischerova není příliš náročný, a proto se tento druh hodí i pro chovatele začátečníky. Papoušíci Fischerovi jsou schopni zahnízdit jako samostatný pár, ale také ve větších skupinách. V přírodě si vyhledávají k hnízdění dutiny stromů, také škvíry v lidských staveních, nebo přebírají opuštěné úkryty od ještěrek. V odchovech v zajetí hnízdí v budkách, kde si z vrbových větviček, oloupané kůry nebo jiného podobného materiálu staví hnízdo.
Po paření snáší samička snůšku o čtyřech až šesti vajíčkách. Na těch sedí samička zhruba 23 dnů, než se mláďata vylíhnou. Mláďata poprvé vylétají z budky po pěti až šesti týdnech života. I poté jsou však stále závislá na svých rodičích. Po jejich osamostatnění je vhodné mláďata přestěhovat do jiné klece či voliéry.

## První zmínka
První zmínka o papoušíku Fischerovu byla zapsána na konci devatenáctého století. Jeho úplně první chov v zajetí se odehrál roku 1926 ve Spojených státech amerických.

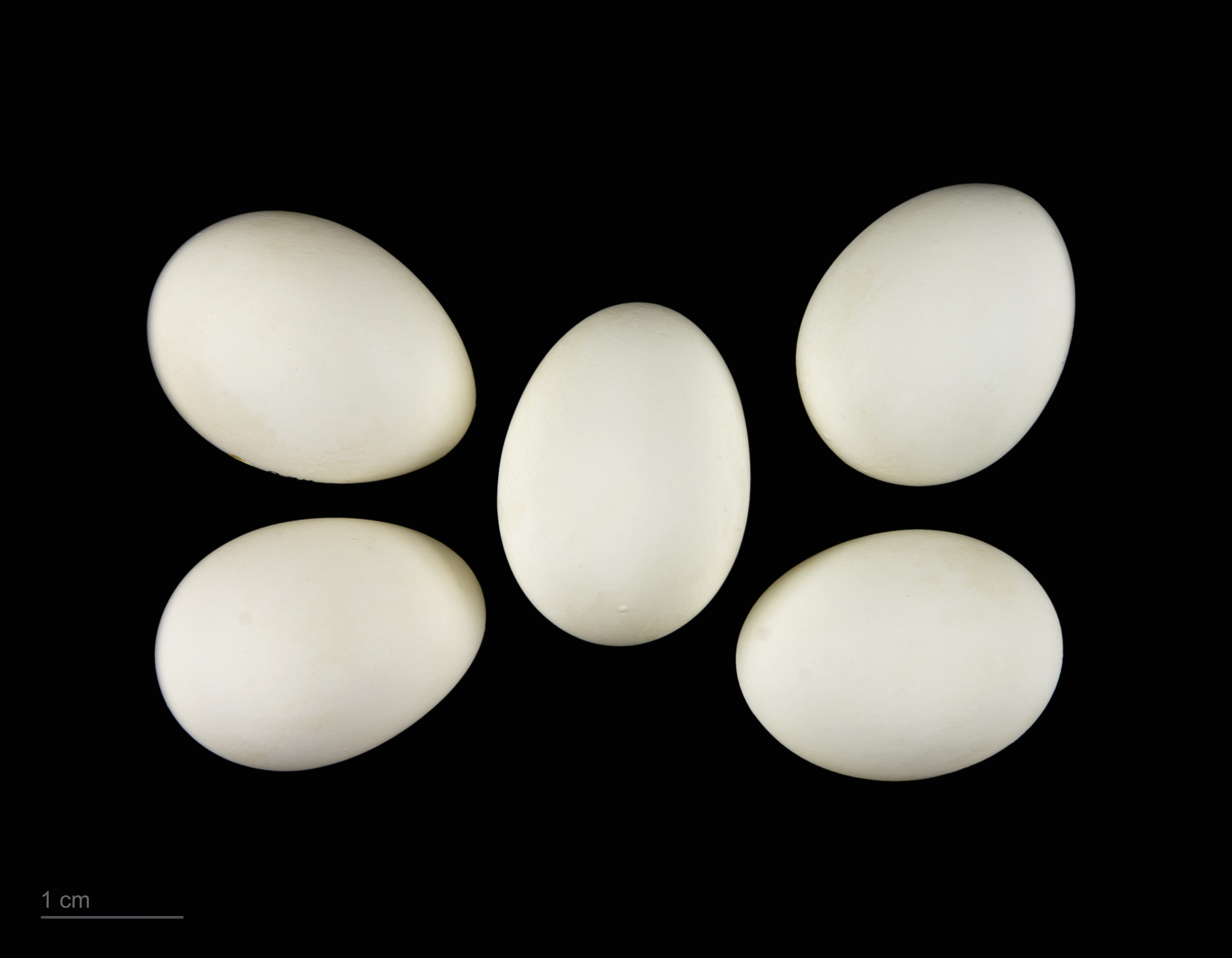
Agapornis fischeri